# Derenbach (Wintger)
Derenbach (luxemburgisch Déierbechⓘ) ist eine Ortschaft in der Gemeinde Wintger, Kanton Clerf im Großherzogtum Luxemburg.

## Lage
Derenbach liegt im Süden der Gemeinde Wintger. Nachbarorte sind im Westen Oberwampach und im Osten Brachtenbach. Erschlossen wird der Ort über die Nationalstraße 12. 

## Allgemeines
Derenbach ist ein ländlich geprägtes Dorf und von Wiesen und Feldern umgeben. Sehenswürdigkeiten sind die Kirche St. Maria Magdalena, ein Barockbau aus den Jahren 1732/35 und der Wasserturm. Bis zur Fusion der Gemeinden Aselborn, Bögen, Helzingen und Oberwampach 1978 gehörte Derenbach zur Gemeinde Oberwampach.